# Tumbuka (Ethnie)
Die Tumbuka sind eine bantusprachige Ethnie im Bezirk um Mzuzu in Malawi, im Osten von Sambia und im Süden von Tansania.
Der Ursprung der Tumbuka wird in Kamerun vermutet, von wo aus sie vor 500 bis 800 Jahren zugewandert sind. Im 17. und 18. Jahrhundert kamen weitere Siedlungswellen von Norden und Nordwesten, deren Menschen unter den Tumbuka wohnten und ihre Sprache und Bräuche annahmen. Mitte des 19. Jahrhunderts eroberten Nguni aus Natal das Gebiet, übernahmen jedoch die Sprache der Tumbuka (ChiTumbuka). 
Die Tumbuka im nordmalawischen Rumphi-Distrikt wurden bis Mitte des 19. Jahrhunderts und nach einer Unterbrechung noch während der Kolonialzeit von Häuptlingen der Chikulamayembe-Dynastie regiert.
Die Tumbuka sind überwiegend Bauern, Anbau von Mais und Tabak sowie Viehhaltung sind verbreitet. Ihre Zahl wird in Malawi auf 750.000 bis eine Million geschätzt, in Sambia auf 400.000. Johnstone/Mandryk 2001 schreiben 940.000 und 392.000. Die Tumbuka legen Wert auf eine gute Ausbildung, aber viele Graduierte verlassen den Norden Malawis, um in Lilongwe oder Blantyre zu arbeiten.
Traditionelle Musikinstrumente zur Unterhaltung sind der nur von Frauen gespielte Mundbogen mtyangala, das Lamellophon malimba, ein mit untergehängten Kalebassen verstärktes Xylophon und verschiedene Rasseln, die bei Tänzen eingesetzt werden. Eine Tanzform wird im Besessenheitskult Vimbuza aufgeführt und neben den von den Sängerinnen getragenen metallenen Rasseln von ngoma genannten Trommeln begleitet. Der Kalebassen-Musikbogen ugubu ist kaum noch zu hören.